# معركة مسرفيلد

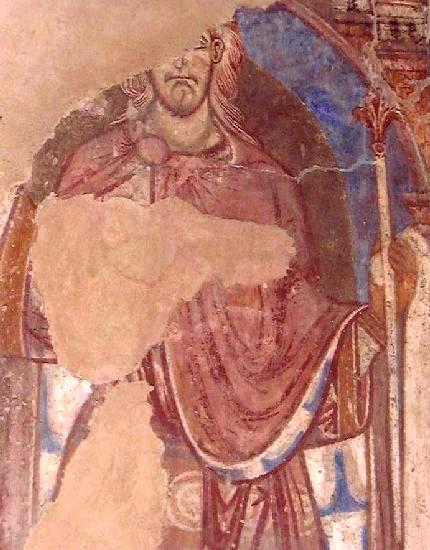
لوحة لمقتل أوزوالد في معركة مسفيلد في كاتدرائية دورهام.

معركة مسرفيلد (بالانجليزية: Battle of Maserfield، أو Maserfeld) معركة وقعت في 5 أغسطس عام 641 أو عام 642، بين ملوك إنجلترا الأنجلوسكسونية الملك أوزوالد والملك بيندا، انتهت بهزيمة أوزوالد ومقتله، وتقطيع أوصال جيشه، تعرف المعركة أيضًا عند الويلزيين باسم كوغواي (بالانجليزية: Cogwy).